# Erwin Gillmeister
Erwin Gillmeister (Toruń, Alemania, 11 de julio de 1907 - 26 de noviembre de 1993) fue un atleta alemán, especialista en la prueba de 4 x 100 m en la que llegó a ser medallista de bronce olímpico en 1936.

## Carrera deportiva
En los JJ. OO. de Berlín 1936 ganó la medalla de  en los relevos 4 x 100 metros, con un tiempo de 41.2 segundos, llegando a meta tras Estados Unidos (oro con 39.8 segundos) e Italia (plata), siendo sus compañeros de equipo: Erich Borchmeyer, Wilhelm Leichum y Gerd Hornberger.